# 伊穆埃斯
伊穆埃斯是哥倫比亞的城鎮，位於該國西南部，由納里尼奧省負責管轄，距離首府帕斯托55公里，始建於1572年，面積76平方公里，海拔高度2,440米，2005年人口7,387。
1°04′N 77°30′W / 1.067°N 77.500°W